# Sporenrädlein

Sporenrädlein mit Bügel, Wappen der norwegischen Kommune Moss

Das Sporenrädlein (auch  Spornad, Sporenrad, Sonnenrad, französisch molette d’éperon/molette de l’éperon, englisch spur-rowel) ist eine seltenere gemeine Figur in den Wappenfiguren der Heraldik. Es stellt einen Teil der Sporen aus der Reiterei dar und zeigt das Sternrädchen. Im Wappen wird ein mehrstrahliger Stern dargestellt, der sich durch ein mittiges Loch von der Wappenfigur Stern unterscheidet. Wichtig ist die Farbgleichheit im Loch mit der Feldfarbe im Wappen. Die Anzahl der Strahlen beträgt allgemein zwischen sechs und acht, aber nicht mehr als zwölf. Mehrere Sporenrädlein sind im Wappen möglich. Das Rädlein kann auch mit dem Bügel, Dorn und Riemen im Wappen sein. In diesem Fall erfolgt die paarweise Darstellung.

Wappen der Gemeinde Sulzbach (Taunus), Hessen, Deutschland
Drei Sporenrädlein: Wappen des Ortsteils Elmshausen (Dautphetal)
Wappen von Font FR, Schweiz